# 実感ドドド!
『なるほど 実感報道ドドド!』（なるほど じっかんほうどうドドド）は、NHKが2016年度から2020年度まで放送していた九州・沖縄地方向けの報道・地域情報番組。本項では、2018年度からのタイトルである『実感ドドド!』及び新たに設定される福岡県域枠の『実感ドドド!@福岡』についても記載する。

## 概要
2011年から5年にわたり放送された『特報フロンティア』がテレビジョン地域番組の整理・縮小により終了したことを受けて生まれたもの。番組の放送開始に合わせ高松放送局から異動したばかりであったアナウンサーの保里小百合が福岡放送局のスタジオから進行、視聴者がいま知りたいことをとことん追求し、「ドうして?」「ドうなっているの?」「ドうすればいいの?」を「なるほど!」に変えていくとしている。
本放送に先駆けて2016年3月18日にパイロット版が放送された。テーマ音楽は本間勇輔が担当（番組開始時の画面右下に表示、@福岡では使用せず）。なお、キャスターはこれまでの九州沖縄の地域レポート番組ではアナウンサー表記がされていなかったが、本番組では2016年度キャスターの保里に関しては表記した。
『特報フロンティア』同様、本放送の時間帯に各県ごとに差し替え番組が組まれることがあるが、日曜日の再放送で補完可能な場合がある。
2018年度から、タイトルを『実感ドドド!』（じっかんドドド）と変更し、毎月一回の福岡県域向けの内容を放送時は新たに『実感ドドド!@福岡』（ - あっとふくおか）として放送する。(佐賀県域も『実感ドドド!@福岡』を放送する場合がある。)

## 放送日時
以下、日本標準時（JST）。
本放送
九州・沖縄の総合テレビ：金曜日 19:30 - 19:55（局ごとの編成により休止の場合あり・2017年度までは - 19:56・2018年度は - 19:57）
再放送
九州・沖縄の総合テレビ：土曜日 7:35 - 8:00（2017年度までは日曜 7:45 - 8:11）

## 主な出演者

### メインキャスター
- 保里小百合（2016年度、東京アナウンス室への異動に伴い降板。パイロット版も出演）
- 永井伸一（2017年度 - 2018年度、東京アナウンス室への復帰[7]に伴い降板）[8]　 - 「実感ドドド!」ではスタジオキャスターだが、「実感ドドド!@福岡」ではスタジオを飛び出して中継先からレポートを行った。
- 魚住優（2019年度 - 2020年度・実感ドドド!担当） - 2019年6月からは「実感ドドド!@福岡」も兼任。
- 武藤友樹（2019年度・実感ドドド!@福岡担当） - 2019年6月に松山放送局異動のため降板。

### ナレーション
- 鶴賀皇史朗

### 実感ドドド!@福岡 スタジオレギュラー
- 中澤裕子（タレント） - 2018年度からレギュラー出演。メインキャスターが中継に出ている為、スタジオ進行を担当する。
- 山口託矢（歌手・タレント） - 九星隊（ナインスターズ）隊長。
- パラシュート部隊（タレント）
- ゴリけん（タレント）

### 実感ドドド!@福岡 レポーター
- 福地礼奈（福岡放送局契約キャスター） - 2019年度途中からスタジオ出演